# Shemya
Shemya ou Simiya (Samiyax̂ en langue aléoute) est une petite île des Near Islands et de la chaîne des Semichi Islands située dans l'archipel des Îles Aléoutiennes du sud-ouest de l'Alaska. L'île possède une superficie de 15.289 km² et est située à environ 1 900 km au sud-ouest d'Anchorage (Alaska).
Le recensement des États-Unis de 2000 comptait 27 habitants sur l'île.